# Afrarchaea woodae
Afrarchaea woodae là một loài nhện trong họ Archaeidae. Loài này phân bố ở Nam Phi.